# سرافین لامپیون
سرافین لامپیون (به فرانسوی: Séraphin Lampion) یک شخصیت خیالی در ماجراهای تن‌تن و میلو اثر کاریکاتوریست بلژیکی هرژه است. او مردی خوش‌مَشرَب، ساده و سلطه‌گرا است که ناخوانده وارد ماجرا می‌شود.

## تاریخچهٔ شخصیت
کاپیتان هادوک از سرافین لامپیون خوشش نمی‌آید، و او را آدمی اعصاب‌خردکن می‌داند، اگرچه لامپیون سرخوشانه به این موضوع بی‌اعتناست و خود را دوستِ بزرگِ کاپیتان هادوک می‌داند. لامپیون به‌صورت یک توریست بی‌خبر از همه‌جا، در مکان‌های غیربومی و غریبه که تن‌تن و کاپیتان در آن ماجراجویی می‌کنند، به تصویر کشیده می‌شود. او فروشنده بیمه است و اغلب تلاش می‌کند بیمه‌های گوناگونی به دیگر شخصیت‌های داستان بفروشد. سرافین لامپیون اغلب از عمویش آناتول که آرایشگر بود تعریف و نقل‌قول می‌کند.
شخصیت سرافین لامپیون الهام‌گرفته از فروشنده‌ای است که به درِ خانه هرژه آمد و خودش را به داخل خانه دعوت کرد؛ اما همچنین بر اساس کلیشه‌ای از آنچه هرژه «بلژیکن» نامیده می‌نامید خلق شد: یک بلژیکی کوته‌اندیش و فاقد خودآگاهی. لامپیون در اواخر ماجراهای تن‌تن ظاهر می‌شود و نخستین حضورش در ماجرای تورنسل است که در آن خودشیفتگی و بی‌شعوری او، کاپیتان هادوک را خشمگین می‌کند. لامپیون همچنین در کوسه‌های دریای سرخ، جواهرات کاستافیوره، پرواز شماره ۷۱۴ و تن‌تن و پیکاروها هم حضور دارد.
لامپیون شش بار در ماجرای تورنسل ظاهر می‌شود: دو بار خود را به داخل کاخ مولینسار دعوت کرد (در یکی از موارد در آزمایشگاه پروفسور تورنسل)، یک بار زمانی که پس از شلیک گلوله در محوطهٔ سبز مجاور پنهان شد، بار دیگر هنگام تداخل در مکالمه‌های رادیویی مهم (هادوک در حین تعقیب اسیرکنندگان پروفسور تورنسل در هلیکوپتر، تلاش می‌کرد با بی‌سیم پلیس تماس بگیرد، اما لامپیون خیال می‌کرد که او شوخی می‌کند و کاپیتان را دست می‌اندازد)، یک بار با قطع مکرر تلفن هادوک به نستور، و سرانجام آنجایی که در غیاب تن‌تن، هادوک و پروفسور تورنسل با خانواده‌اش برای تعطیلات به کاخ مولینسار نقل مکان می‌کند. تن‌تن، که به ندرت خشم خود را بروز می‌دهد، واکنشی به کارهای او نشان نمی‌دهد. با این حال رفتارهای لامپیون، کاپیتان را به توپ و تشرها و لفاظی‌های به‌یادماندنی خود تهییج می‌شود. به‌عنوان مثال:
| « | «بی‌فایده است، آقای لامپیون، من هر نوع بیمه‌ای رو که فکرشو بکنی دارم… بله، همه رو!... بیمه عمر، بیمه حوادث، بیمه تگرگ، باران، سیل، جزر و مد، باد، بیمه وبا، سرماخوردگی، دست و پا شکستگی، بید، موریانه و ملخ. بله بیمهٔ همه چی رو دارم! تنها بیمه‌ای که ندارم، بیمه علیه آدم‌های مزاحمه!» (ترجمه از نسخهٔ اصلی فرانسوی، ص ۶) | » |

لامپیون متوجهٔ ایما و کنایه نمی‌شود. او خود را دوست هادوک می‌داند و اصلا متوجه نیست که فوران‌های خشم کاپیتان هادوک نشانه‌ای از بیزاری واقعی از او است. هنگامی که بیانکا کاستافیوره جواهرات خود را برای مبلغ هنگفتی بیمه کرد، لامپیون از کاپیتان انتقاد کرد و گفت که هادوک به‌عنوان یک «دوست» مشترک او و بیانکا باید مطمئن می‌شد چنین معامله‌ای بین کاستافیوره و لامپیون حتما شکل می‌گرفت. اما هادوک هر دوی آنها را مایه گرفتاری و مزاحمت می‌بیند تا به‌عنوان دوستان خود.
در آخرین کتاب تن‌تن، تن‌تن و پیکاروها، زمانی که تن‌تن و کاپیتان لباس‌های گروهی را که لامپیون با آن سفر می‌کنند، یعنی «جولی فولیز» را می‌دزدند، ورق بر می‌گردد. لامپیون در مجموع نقش‌های نامعمولی در ماجراهای تن‌تن دارد، زیرا برخلاف اکثر شخصیت‌های تکراری که نقشی در داستان دارند، او یک انسان نسبتاً متوسط است (جنایتکار، غیرعادی، دیکتاتور یا مشهور نیست). شخصیت او کمک کرد که هرژه فضایی واقعی‌تر و خانوادگی را به کتاب‌های بعدی وارد کند. شاید که شخصیت سرافین لامپیون انعکاسی از بیزاری هرژه از متوسط بودن است، این شخصیت هیچ وقت کار خاص و مهمی انجام نمی‌دهد، جز آنکه مزاحم و توی دست وپا است.
در مجموعهٔ انیمیشنی، نقش او بسیار کمرنگ شده است حتی در ماجرای تورنسل. او در اپیزودهای تلویزیونی کوسه‌های دریای سرخ، جواهرات کاستافیوره، پرواز شماره ۷۱۴ هم حضور نداشت. بالعکس در اپیزود تلویزیونی هفت گوی بلورین حضوری کوتاه دارد، در حالی که در کتاب تصویری اصلی، اصلاً وجود ندارد. (تنها داستانی که او در آن حضور عمده دارد، تن‌تن و پیکاروها است) خانواده او نیز به‌طور کامل حذف شده‌اند.

## نام‌گذاری
اسامی در ماجراهای تن‌تن همیشه به معنای واقعی کلمه به‌کار نرفته‌اند و ترجمهٔ تحت‌اللفظی ندارند، بلکه به گونه‌ای متفاوت بار طنز دارند. ترجمه مستقیم و دقیق آنچه هرژه در زبان فرانسوی مد نظر داشت، امکان‌پذیر نیست، با این حال او «چیزی «پف کرده» می‌خواست، لحنی که در عین حال، حالتی گوشتالو و سست را القا کند.» نام اصلی فرانسوی این شخصیت، سرافین لامپیون ([se.ʁa.fɛ̃ lɑ̃.pjɔ̃]) تضادی بین نام اول به معنای سراف و نام‌خانوادگی‌اش به معنای «چراغ کوچک ارزان‌قیمت» است که هرژه برای تزئین خانه‌اش استفاده می‌کرد یا شاید هم به معنای مجازی «یک آدم خودنما» به‌کار رفته است.